# Prasa (maszyna rolnicza)

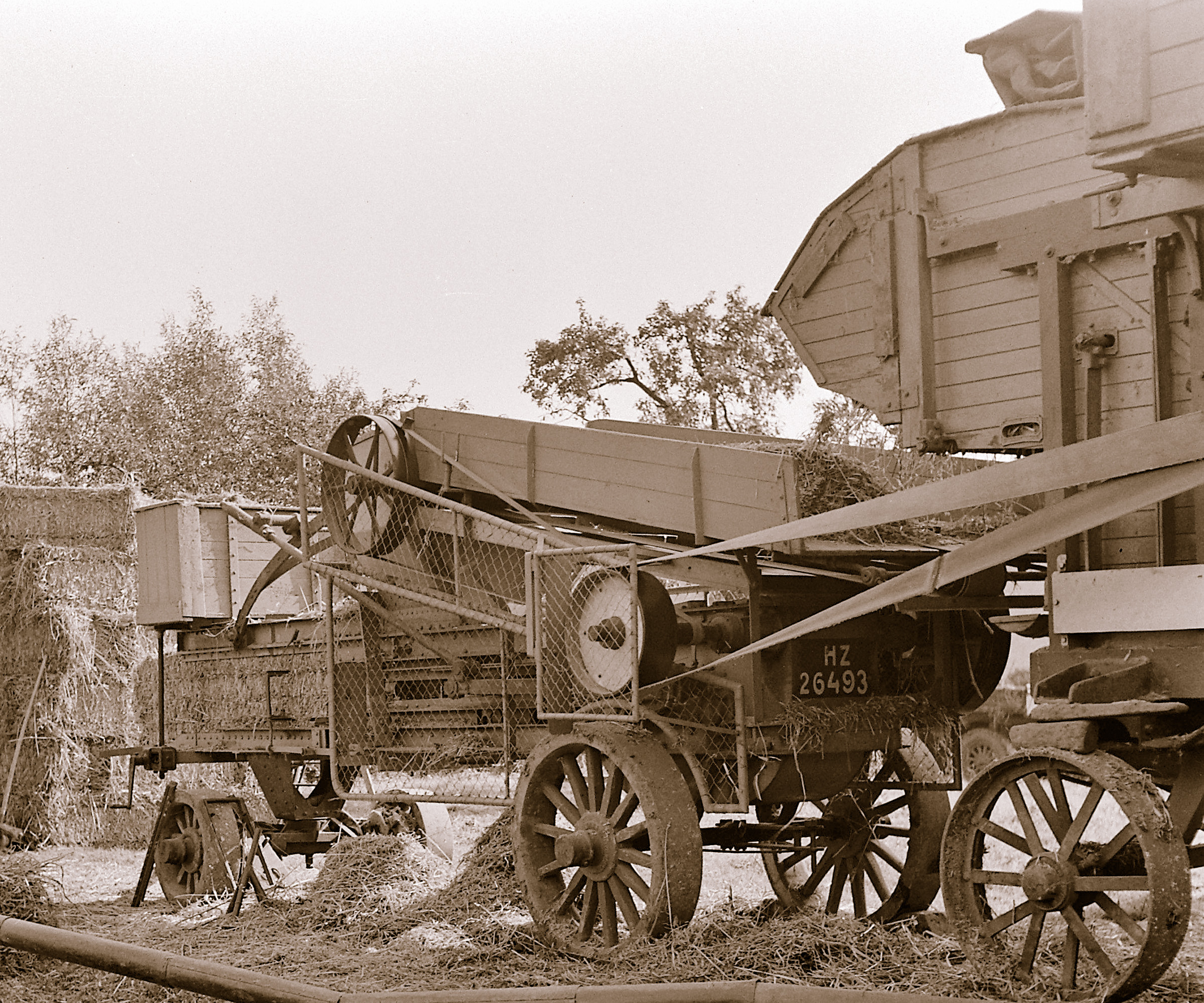
Stacjonarna prasa do słomy (1951)

Praca prasy zwijającej

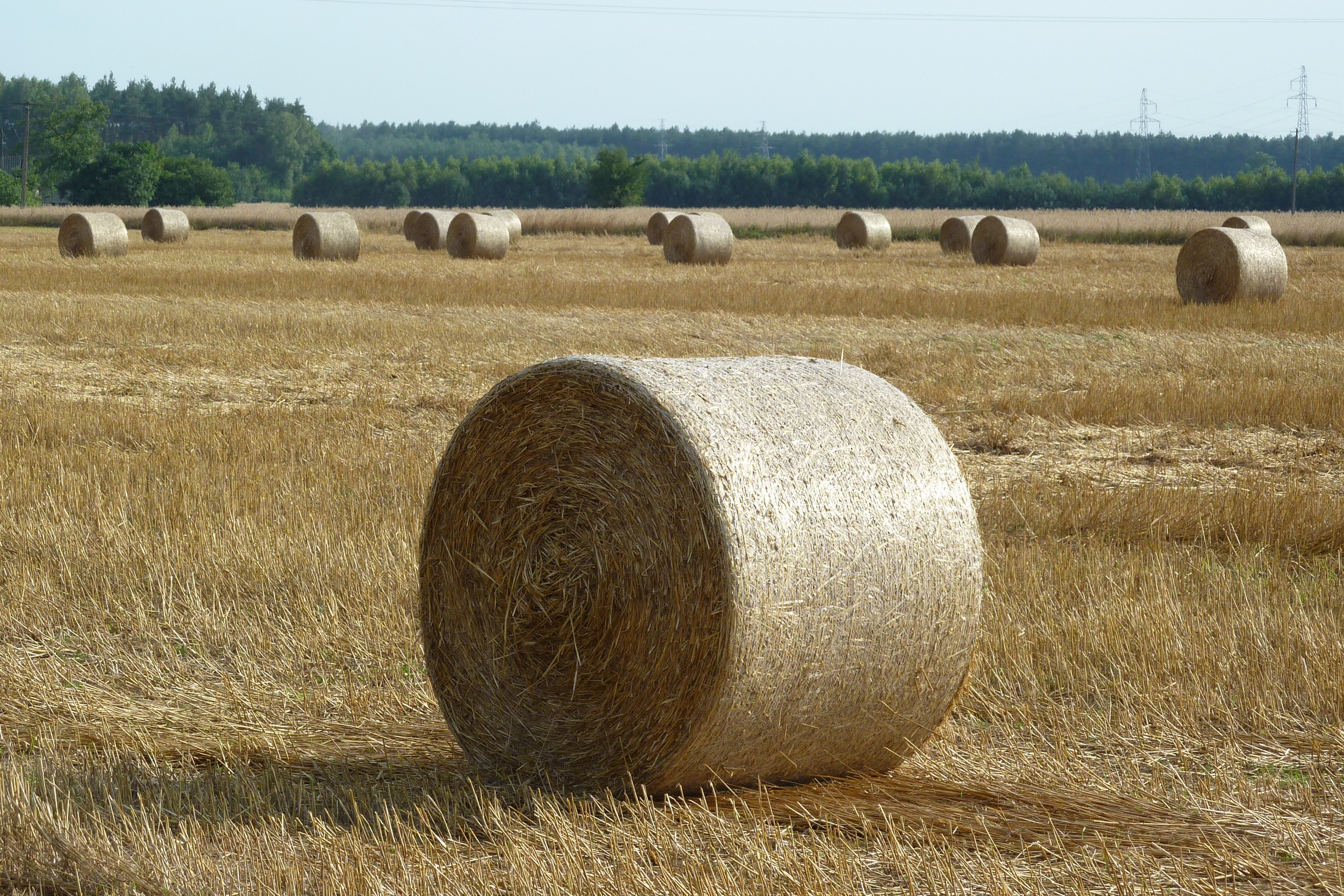
Bela cylindryczna

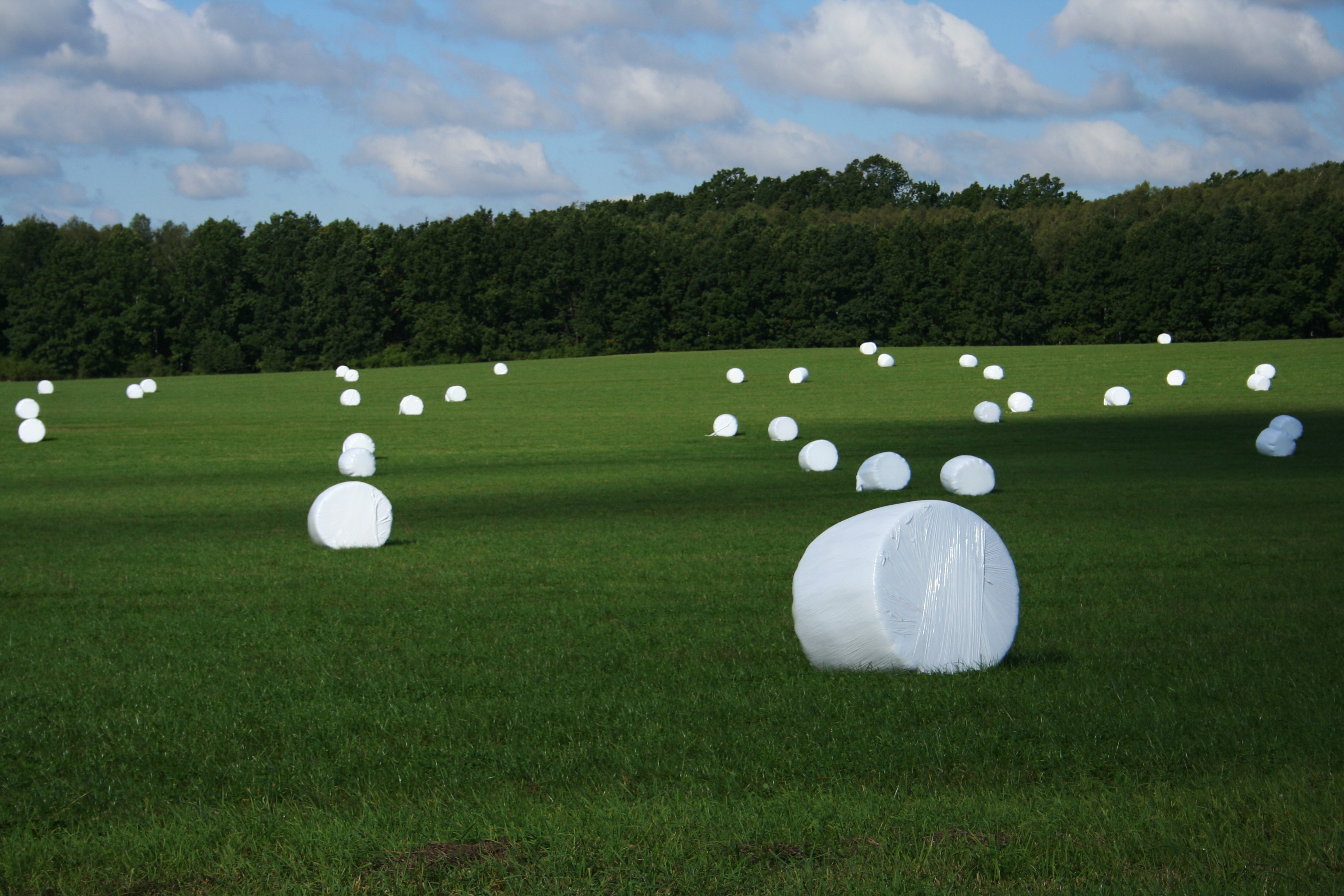
Sianokiszonka w belach i owinięta folią

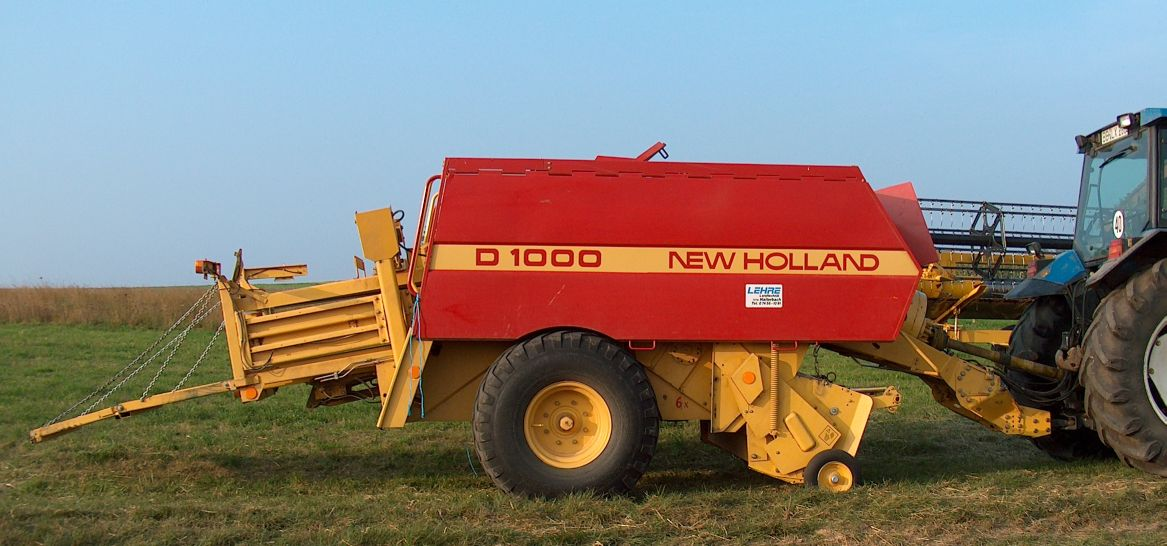
Prasa kostkująca, wysokiego zgniotu

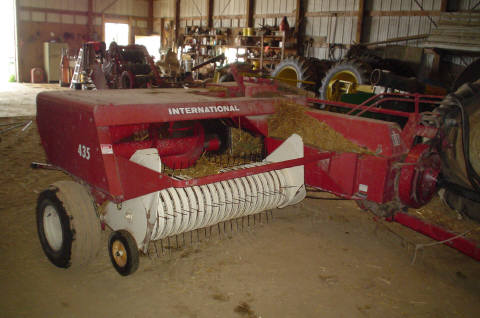
Prasa wysokiego zgniotu wytwarzająca wiązki kostkowe do załadunku ręcznego

Prasa – maszyna rolnicza do zagęszczania rolniczych materiałów objętościowych takich jak siana, słomy lub zielonki i wiązania go w bele lub wiązki. Pierwotnie produkowano prasy stacjonarne, współpracujące z młocarniami, po wprowadzeniu kombajnów – prasy polowe, które pobierają materiał do prasowania z wałów. Istniały też kombajny zbożowe wyposażone w prasy.

Przyjmuje się, że pierwszą prasę rolującą stworzył Ummo F. Luebben w 1910 roku. Stworzył on urządzenie, które zrolowało siano z pokosu w okrągłą belę, obwiązało ją sznurkiem i wyrzuciło
| Stopień zgniotu        | Redukcja objętości podawanego materiału |
| niski (50–80 kg/m³)    | 50%                                     |
| średni (100–150 kg/m³) | 25%                                     |
| wysoki (150–200 kg/m³) | 15%                                     |

## Wyróżnia się
- prasy zwijające, prasy belujące – prasy formujące materiał w zwijki w kształcie walca. Prasowany materiał jest podbierany za pomocą podbieracza do środka prasy, gdzie w komorze prasowania gumowe pasy, stałe wałki lub kombinacja wałków i łańcuchów zwijają w bele w kształcie walca. Kiedy bela osiągnie pożądaną wielkość i stopień zgniotu, jest owijana sznurkiem lub siatką. Tył prasy jest otwierany i bela jest wyrzucana. Bele z siana lub słomy są gotowe w tym procesie. Zielonka musi być owinięta specjalną rozciągliwą folią, która zapewnia hermetyczne zamknięcie zakiszanej zielonki. Zmiennokomorowa prasa formuje bele o średnicy od 1,2 do 1,8 m i szerokości 1,23 m. Bele ważą od 0,2 do 1,0 t, w zależności od rozmiaru oraz zebranego materiału. Zaletą tych pras jest to, że zbierany materiał jest ubijany od samego początku procesu zwijania.
- prasy kostkujące – prasy wytwarzające kostki do załadunku ręcznego (o masie do około 10 kg) i do załadunku mechanicznego (do 200 kg). Aby uformować kostkę, siano jest podnoszone z wału (pokosu) za pomocą palców podbieracza. Następnie materiał jest transportowany za pomocą ślimaka (lub drugiego odpychacza) i odpychacza do komory, w której ruch posuwisty tłoka i noża powoduje jego zgniecenie i odcięcie. Osiągnięcie przez kostkę odpowiedniej wielkości uruchamia mechanizm wiążący. Tak sprasowana kostka jest wyrzucana na ziemię lub przenoszona za pomocą specjalnej drabinki na przyczepę transportową.

Prasy stacjonarne (stacyjne) pracowały głównie z młocarniami. Słoma po opuszczeniu młocarni trafiała do prasy, gdzie była formowana w wiązki. Początkowe konstrukcje jedynie prasowały słomę, ale nie wiązały jej w wiązki. Wiązanie było wykonywane ręcznie przez obsługę prasy, w trakcie rozwoju dodano do pras aparaty wiążące.

## Rodzaje pras zwijających, rolujących
Ten rodzaj pras dzieli się w zależności od systemu, jaki został zastosowany do prasowania beli. Każde z rozwiązań ma inną charakterystykę i jest wydajniejsze w innego rodzaju materiałach. Ze względu na rodzaj elementu zgniatającego i zwijającego wyróżnia się następujące rodzaje pras:
- Prasa łańcuchowa – łańcuch wraz z prętami na rolkach tocznych,
- Prasa walcowa –  system metalowych walców zamontowanych na stałe na obwodzie komory prasy (prasa stałokomorowa).
- Prasa pasowa – pasy gumowe,
- Prasa łańcuchowo-walcowa – walce oraz łańcuchy.